# Harnen
En el universo imaginario de Tolkien el río Harnen es un río del Sur  de la Tierra Media que nace en el brazo sur de las Montañas de la Sombra y vuelca sus aguas hacia el sudoeste hasta desembocar con un delta, en el mar al norte de la ciudad de Umbar. En el tiempo de mayor esplendor de Gondor marcaba el límite sur del reino. En su cruce principal, ubicado a unas doscientas cincuenta millas al sur de la gran curva de las Ephel Dúath, se libraron muchas batallas con los hombres del Cercano Harad, puesto que por allí cruzaba el camino que unía Harad con Cirith Gorgor.
Su nombre significa en Sindarin Río del Sur compuesto por la palabra _harn_, raíz KHYAR que significa “Sur”, “Sureño”; y a palabra _nen_ que significa “agua”
- Datos: Q3750567